# Diocèse des Hautes-Alpes
Cet article court présente un sujet plus développé dans : Diocèse de Gap et d'Embrun et Ancien archidiocèse d'Embrun.
Le diocèse des Hautes-Alpes ou, en forme longue, le diocèse du département des Hautes-Alpes est un ancien diocèse de l'Église constitutionnelle en France.
Créé par la constitution civile du clergé de 1790, il est supprimé à la suite du concordat de 1801. Il couvrait le département des Hautes-Alpes. Le siège épiscopal était Embrun.